# 堂込麻紀子
堂込 麻紀子（どうごみ まきこ、1975年9月15日 - ）は、日本の政治家。参議院議員（1期）。

## 来歴
茨城県稲敷郡阿見町出身。茨城県立土浦第二高等学校、流通経済大学社会学部卒業。1998年4月にジャスコ株式会社（現在のイオンリテール）に入社し、笠間市、今市市、下妻市などの店舗に勤務。2007年10月よりイオンリテール労働組合の専従となり、2012年10月よりイオンリテールワーカーズユニオンの中央執行委員を務め、同時にカンボジア・中国などの海外グループで4年間、本部専門局スタッフで2年間、地域議長で3年間働いた。2021年10月より連合茨城の執行委員兼女性委員会委員、UAゼンセン茨城県支部の運営評議員、イオンリテールワーカーズユニオンの中央執行副委員長を務める。
2022年4月22日、連合茨城が同年夏の第26回参議院議員通常選挙茨城県選挙区（改選数2）に堂込を無所属で擁立すると発表した。同選挙に向けては、現職の郡司彰が2021年11月に政界引退を表明したことを受け、立憲民主党と国民民主党の県連がすでにそれぞれ候補者公募を開始しており、立憲には5人、国民には2人が公募に名乗りを上げていたが、4月7日に連合が主導する形で2党1団体での統一候補として堂込の擁立論が急遽浮上。国民が早期に連合の意向を受け入れる方針を決めた一方、立憲県連は頭越しの動きに一部幹部が反発。堂込が国民民主党支援産別のUAゼンセン所属であることもあり4月15日の県連常任幹事会は紛糾し、翌16日に多数決で独自候補の擁立断念を決めた。
7月10日の投開票の結果、堂込は得票数2位で初当選したが、労組票固めを中心とした内向きの選挙運動や原発政策を巡る立国両党の不協和音、さらに立憲民主党そのものの不振もあり、堂込の得票は約19万7千票に留まり、同選挙区での当選者の得票数が20万票を割り込むのは1959年の第5回参議院議員通常選挙以来63年ぶりで、次点となった日本維新の会の候補者に約3万8千票差まで迫られる辛勝となった。
2024年11月25日付で参議院の国民民主党会派「国民民主党・新緑風会」に入会した。

## 政策・主張

### 憲法
- 憲法改正について、2022年のNHKのアンケートで「どちらとも言えない」と回答[9]。同年の毎日新聞社のアンケートで「反対」と回答[10]。
- 9条改憲について、2022年の毎日新聞社のアンケートで「反対」と回答[10]。9条への自衛隊の明記について、2022年のNHKのアンケートで「反対」と回答[9]。
- 憲法を改正し緊急事態条項を設けることについて、2022年のNHKのアンケートで「反対」と回答[9]。

### 外交・安全保障
- 敵基地攻撃能力を持つことについて、2022年のNHKのアンケートで「反対」と回答[9]。
- 普天間基地の辺野古移設について、2022年の毎日新聞社のアンケートで回答しなかった[10]。
- ロシアは2022年2月24日、ウクライナへの全面的な軍事侵攻を開始した[11]。日本政府が行ったロシアに対する制裁措置についてどう考えるかとの問いに対し、2022年のNHKのアンケートで「さらに強めるべきだ」と回答[9]。同年の毎日新聞社のアンケートで「制裁をより強めるべきだ」と回答[10]。
- 2022年6月7日、政府は経済財政運営の指針「骨太方針」を閣議決定した。NATO加盟国が国防費の目標としている「GDP比2％以上」が例示され、防衛力を5年以内に抜本的に強化する方針が明記された[12]。「防衛費を今後どうしていくべきだと考えるか」との問いに対し、2022年のNHKのアンケートで「ある程度増やすべき」と回答[9]。
- 徴用工訴訟問題や慰安婦問題などをめぐり日韓の対立が続くなか、関係改善についてどう考えるかとの問いに対し、2022年の毎日新聞社のアンケートで回答しなかった[10]。

### ジェンダー
- 選択的夫婦別姓制度の導入について、2022年のNHKのアンケートで「賛成」と回答[9]。
- 同性婚を可能とする法改正について、2022年のNHKのアンケートで「賛成」と回答[9]。
- クオータ制の導入について、2022年のNHKのアンケートで「賛成」と回答[9]。

### その他
- アベノミクスについて、2022年の毎日新聞社のアンケートで「評価できず、見直すべきだ」と回答[10]。
- 「原子力発電への依存度を今後どうするべきか」との問題提起に対し、2022年のNHKのアンケートで「下げるべき」と回答[9]。
- 国会議員の被選挙権年齢の引き下げについて、2022年の毎日新聞社のアンケートで回答しなかった[10]。

## 選挙歴
| 当落 | 選挙                     | 執行日         | 年齢 | 選挙区       | 政党   | 得票数     | 得票率 | 定数 | 得票順位 /候補者数 | 政党内比例順位 /政党当選者数 |
| ---- | ------------------------ | -------------- | ---- | ------------ | ------ | ---------- | ------ | ---- | ------------------ | ---------------------------- |
| 当   | 第26回参議院議員通常選挙 | 2022年07月10日 | 46   | 茨城県選挙区 | 無所属 | 19万7292票 | 18.08% | 2    | 2/8                | /                            |